# António João Neto
António João Neto (10 ottobre 1971) è un ex calciatore angolano, di ruolo difensore.

## Carriera

### Nazionale
Ha collezionato 60 presenze con la maglia della Nazionale.